# Adlerbielke
Adlerbielke är en svensk adelsätt som adlades 1719 och introducerades på Riddarhuset år 1720 som nummer 1675.

## Historia
Släktens stamfader, Joshua Ingerman, föddes 1685 i Göteryd. Död 1774 i Malmö. Adlad 1719. Riddare av svärdsorden 1748. Landshövding
Han började sin militära karriär som Volontär vid fortifikationen 1704. Konduktör vid fortifikationsbrigaden i Göteborg 1707. Konduktör vid fortifikationsstaten i Stockholm 1708. Löjtnant vid fortifikationen på Dalarö skans 1709. Minörkapten vid fältartilleriet 1717. Major vid artilleribataljonen i Finland och kommendant i Willmanstrand 1734. Major vid artilleribataljonen i Göteborg 1741. Överstelöjtnant vid artilleriet i Malmö och kommendant. Överste i armén 1757. Bevistade 1758 års fälttåg i Pommern. Generalmajor 1764.
Han gifte sig 1712 med Maria Christin Strokirch (1685-1769) och de fick sönerna Lorentz Anders (1713-1767) och Carl Fredric (1720-1742).